# Gibbon czarnoręki
Gibbon czarnoręki (Hylobates agilis) – gatunek ssaka naczelnego z rodziny gibbonowatych (Hylobatidae). Występuje w Azji Południowo-Wschodniej. Jest zagrożony wyginięciem.

## Występowanie
Gibbon czarnoręki występuje w Azji Południowo-Wschodniej – na Półwyspie Malajskim i Sumatrze, na terenach należących do Tajlandii, Indonezji oraz Malezji.

## Morfologia
Osiąga masę od 4 do 8 kg. Występuje w różnych kolorach, głównie w odcieniach czerni i brązu. U osobników obu płci można zaobserwować białe brwi, a samce dodatkowo posiadają białe futro na policzkach. Podobnie jak inne gibbony, nie mają ogona, za to posiadają długie ręce i palce.

## Ekologia

### Biotop
Występują na wysokości do 1400 m n.p.m. Żyją w tropikalnych lasach deszczowych, w koronach drzew, rzadziej można je spotkać w lasach na mokradłach i terenach bagiennych.

### Styl życia
Standardowo grupa liczy 4 osobniki, czyli para dorosłych i młode. Tworzą związki monogamiczne. Bronią swojego terytorium, śpiewając; rano samiec i samica wydają donośne dźwięki, aby oznaczyć swoje terytorium. Jeśli to nie wystarcza, oba osobniki wspólnie starają się przepędzić intruza.
Dziennie przemierzają około 1300 metrów, głównie skacząc z drzewa na drzewo. Ich terytorium średnio osiąga około 30 ha.

### Dieta
Żywią się głównie owocami, które stanowią 60% ich diety, 39% stanowią liście. Sporadycznie przyjmują białko zwierzęce, które zazwyczaj pochodzi z owadów.

### Rozmnażanie
Ciąża trwa około 7 miesięcy. Zwykle rodzi się jedno młode, a para w ciągu całego życia wydaje na świat około 5 młodych. Młode osiągają dojrzałość płciową w wieku 8 lat.